# Ingvar Björkeson
Sven Göran Ingvar Björkeson, född 15 september 1927 i Linköping, död 23 april 2022, var en svensk översättare. Han översatte bland annat italienska, grekiska och romerska klassiker. 

## Biografi
Björkeson var först verksam som konstnär. Han studerade vid Otte Skölds målarskola 1947 och företog därefter studieresor till bland annat Danmark och Frankrike. Tillsammans med Per Skovdal ställde han ut på Nystedts konstsalong i Linköping 1949 och medverkade i Östgöta konstförenings samlingsutställningar. Hans konst består av färgstarka landskapsmålningar.
Han arbetade sedan länge inom resebranschen och började översätta på fritiden. Sedan början av 1980-talet tolkade han poesi. Björkeson har översatt litterära klassiker från italienska (exempelvis Dantes Den gudomliga komedin), grekiska (exempelvis Homeros Iliaden och Odysséen), latin (exempelvis Vergilius Aeneiden, Lucretius Om tingens natur och Ovidius' Metamorfoser), franska (Baudelaire) och engelska (Milton) till svenska.
Björkeson var tillbakadragen och skötte sina kontakter med förlagen via brevkorrespondens. Först efter ett halvår uppmärksammades hans frånfälle i Sveriges Radio, eftersom tidningar och kulturbranschen inte visste om att han hade avlidit.
I en av sina få intervjuer, i Sveriges Radios Lyrikmagasinet 1988, berättade Björkeson att han först höll på med översättning i åtskilliga decennier för sitt nöjes skull, utan tanke på publicering. “Det var för mig ett sätt att tränga närmare in i diktverk som stod mitt hjärta nära och som jag kände starkt för [...] det öppnade portar till dolda sammanhang och hemligheter som man annars lätt gled förbi vid en vanlig läsning.”

## Översättningar
- 1981 – Giacomo Leopardi: Är ljuvt att få förlisa
- 1983 – Dante Alighieri: Den gudomliga komedin
- 1985 – Albino Pierro: Sömnen och döden, dikter
- 1986 – Italo Svevo: James Joyce
- 1986 – Ugo Foscolo: Dikter
- 1986 – Charles Baudelaire: Det ondas blommor
- 1988 – Vergilius: Aeneiden
- 1988 – Albino Pierro: Knivar mot solen, dikter
- 1988 – Pier Paolo Pasolini: Drömmer jag?
- 1989 – Francesco Petrarca: Kärleksdikter
- 1990 – Albino Pierro: Metaponto, dikter
- 1990 – Pier Paolo Pasolini : Calderón
- 1992 – Sextus Propertius: Elegier
- 1995 – Homeros: Odysséen
- 1999 – Homeros: Iliaden
- 2002 – Titus Lucretius Carus: Om tingens natur
- 2003 – Hesiodos: Theogonin och Verk och dagar
- 2004 – Theokritos: Sånger
- 2004 – De homeriska hymnerna
- 2005 – Apollonios Rhodios: Argonautika
- 2007 – Giacomo Leopardi, Ugo Foscolo: I skuggan av cypresser
- 2008 – Pindaros: Olympiska och pythiska oden
- 2010 – Pindaros: Nemeiska och isthmiska oden och Fragment
- 2011 – Torquato Tasso: Aminta, ett herdedrama
- 2012 – John Milton: Det förlorade paradiset
- 2013 – John Milton: Det återvunna paradiset och Simson i Gaza
- 2015 – Ovidius: Metamorfoser
- 2017 – Ovidius: Fasti
- 2019 – Ovidius: Tristia och Brev från Pontos
- 2019 – Vergilius: Georgica

## Priser och utmärkelser
- 1983 – Elsa Thulins översättarpris
- 1984 – Premio Internazionale Diego Valeri
- 1984 – Svenska Akademiens översättarpris
- 1984 – Riddartecknet av den italienska orden, Al Merito della Repubblica Italiana
- 1989 – Natur & Kulturs kulturpris
- 1991 – Vitterhetsakademiens inskriftsmedalj i silver
- 1992 – Hedersdoktor vid Göteborgs universitet [8]
- 1994 – De Nios översättarpris
- 1995 – Albert Bonniers 100-årsminne
- 2001 – Letterstedtska priset för översättningen av Homeros Iliaden
- 2005 – Längmanska kulturfondens stora pris
- 2008 – Kellgrenpriset
- 2010 – De Nios Stora Pris